# 明石 (小惑星)
明石（あかし、5881 Akashi）は、太陽系の小惑星のひとつ。火星と木星の間の軌道を公転している。1992年に、菅野松男と野村敏郎により兵庫県大河内町（現神河町）の南小田で発見された。

## 命名
当時菅野が勤務していた明石市立天文科学館が所在する明石市に因んで命名された。なお明石市は日本標準時子午線である東経135度にあることで有名で、前述施設も子午線上に設置されている。